# 에르키 메르겐 칸
에르히 메르겐 칸(Эрээхий мэргэн хан, 1578년? ~ 1636년?)은 몽골 외할하부의 칸이다. 메르겐은 몽골어로 현명함을 뜻한다. 몽골 북원의 대칸 바투몽케 다얀 카안의 현손, 외할하부의 초대 칸 게르센제 잘라이르의 증손, 오노후이의 손자이며, 아브타이 사인 칸의 아들이다. 어머니는 흐르멘 세첸 카툰이다. 외할하부 동쪽의 7개 지역 중 3개 지역을 다스렸다.
아버지 아바타이 샌 칸이 서정을 단행하여 오이라트를 정벌하고 그 아들 시부구타이를 콩타이지로 임명하여 오이라트를 감독, 통제하게 했다. 1588년 아바타이 사인 칸이 죽자 에르히가 외할하부의 칸이 되고, 외할하부의 왼쪽 중동부 지방을 다스렸다. 칸호를 메르겐 칸이라 하였다. 시부구타이는 오이라트에 패해 죽었다. 후일 그의 세 아들 곤포도르지, 다르제이, 하라타리 중 곤포도르지는 외할하부의 중동부 일부를 상속받아 투시예트칸부를 설립했다. 그에 관한 정보는 기록이 적다.
| 전임 아바타이 사인 칸 | 몽골 외할하부의 칸 1588년 혹은 1610년 - 1636년 | 후임 곤포도르지 (투시예트칸부의 칸) |